# Rebellion in Dreamland
Rebellion in Dreamland je EP njemačkog power metal sastava Gamma Ray. Diskografska kuća Noise Records objavila ga je 3. svibnja 1995. Prvo je izdanje nakon što je sastav napustio Ralf Scheepers.

## Popis pjesama
| 1.    | »Rebellion in Dreamland«          | 8:46 |
| 2.    | »Land of the Free«                | 4:42 |
| 3.    | »H.-M. Mania« (obrada Holocausta) | 4:51 |
| 4.    | »As Time Goes By«                 | 4:54 |
| 23:13 |                                   |      |

- Pjesme "Rebellion in Dreamland" i "Land of the Free" pojavio se na albumu Land of the Free.
- Pjesma "As Time Goes By" je nova verzija pjesme s albuma Sigh No More.

## Zasluge
Gamma Ray
- Kai Hansen – gitara, vokal, produkcija, inženjer zvuka, miks
- Dirk Schlächter – gitara, produkcija, inženjer zvuka, miks
- Jan Rubach – bas-gitara
- Thomas Nack – bubnjevi

Dodatni glazbenici
- Sascha Paeth – klavijature
- Michael Kiske – prateći vokal (na pjesmi "Land of the Free")
- "Hucky" Hackmann – prateći vokal (na pjesmama "Rebellion in Dreamland" i "Land of the Free")
- Hansi Kürsch – prateći vokal (na pjesmama "Rebellion in Dreamland" i "Land of the Free")

Ostalo osoblje
- Charlie Bauerfeind – produkcija, inženjer zvuka, miks